# 芸術学研究科
芸術学研究科（げいじゅつがくけんきゅうか、英称：The Graduate School of Arts）は、日本の大学院研究科のうち、芸術学に関する高度な教育・研究を行う機構の1つである。
国立大学では、1975年に筑波大学に（現在の、筑波大学大学院 人間総合科学研究科 芸術専攻にあたる）、公立大学では、1993年に広島市立大学に、私立大学では、1951年に日本大学に設立されたのが最初である。

## 概要
主に、芸術学部や美術学部など芸術関連学部の上位に連続した形で設置され、博士前期課程（修士課程）および博士後期課程（博士課程）あるいはそれに相当する課程で構成される。学位は、修士課程は修士（芸術学）を、博士課程は博士（芸術学）を修めることができ、他は、それに相当する専攻名称等に応じた学位を修める。

## 芸術学研究科を置く大学
- 日本大学大学院
- 東海大学大学院
- 東京工芸大学大学院
- 広島市立大学大学院

## 芸術学研究科と類似する研究科名称
- 東北芸術工科大学大学院 芸術工学研究科
- 文星芸術大学大学院 芸術研究科
- 尚美学園大学大学院 芸術情報研究科
- 富山大学大学院 芸術文化学研究科
- 名古屋市立大学大学院 芸術工学研究科
- 名古屋造形大学大学院 造形芸術研究科
- 京都造形芸術大学大学院 芸術研究科
- 京都嵯峨芸術大学大学院 芸術研究科
- 京都精華大学大学院 芸術研究科
- 大阪芸術大学大学院 芸術研究科
- 神戸芸術工科大学 芸術工学研究科
- 倉敷芸術科学大学大学院 芸術研究科
- 九州産業大学大学院 芸術研究科
- 崇城大学大学院 芸術研究科
- 沖縄県立芸術大学大学院 芸術文化学研究科

## 芸術学を専攻できる他の研究科名称
- 北海道教育大学大学院 教育学研究科 教科教育専攻 美術教育専修
- 筑波大学大学院 人間総合科学研究科 芸術専攻
- 愛知教育大学大学院 教育学研究科 芸術教育専攻
- 大阪教育大学大学院 教育学研究科 芸術文化専攻
- 九州大学大学院 芸術工学府